# Montluçon
Montluçon es una ciudad y comuna francesa, situada en el departamento de Allier, en la región de Auvernia-Ródano-Alpes. Es parte de la antigua provincia de Borbonés.
Montluçon tiene 37.289 habitantes (1 de enero de 2014), llamados Montluçonnais y Montluçonnaises, lo convierten en la primera ciudad del departamento, de Vichy y Moulins.

## Historia

### Historia temprana
Montluçon fue construido por los romanos, tras la Guerra de las Galias, por ser un cruce de caminos estratégico. La primera mención de un lugar llamado Monte Lucii (Mont de Lucius) en el siglo X, cuando el señor de Montluçon, Odon construyó murallas y un calabozo para defender a los habitantes. Después de su muerte en 998, los monjes de Évaux-les-Bains construyeron la iglesia de Saint-Pierre. En el siglo X, Guillaume, hijo de Archambaud IV de Bourbon, construyó el castillo en una posición defendible en una pequeña colina rocosa en una curva en el río Cher.
La ciudad, que formó parte del ducado de Borbón, fue tomada por los ingleses en 1171 y por Felipe II en 1181; Los ingleses fueron finalmente expulsados en el siglo XIV.
En el siglo XIV, el duque Luis II reconstruyó el castillo y las murallas. Montluçon y otras tierras borbónicas volvieron a la Corona francesa en 1529, y el rey Enrique IV mejoró aún más las defensas.
Montluçon se convirtió en el asiento administrativo de la zona en 1791, entró en la era industrial gracias a la presencia de carbones a 12 km de distancia en Commentry, el Canal de Berry en 1830 y el ferrocarril en 1864. Estos enlaces de transporte permitieron la importación de mineral y exportación de carbón, madera y manufacturas. La población creció de 5.000 habitantes en 1830 a 50.000 en 1950.

### Segunda Guerra Mundial
Durante la Segunda Guerra Mundial, los alemanes ocuparon la planta de neumáticos Dunlop (aunque Montluçon estaba en la zona libre) para explotar el laboratorio de investigación para sintetizar caucho, ya que el caucho natural no podía ser importado por los nazis. La fabricación de neumáticos para los aviones de la Luftwaffe también fue de interés para los nazis.
Por esta razón, los aliados bombardearon el sitio el 12-16 de septiembre de 1943, así como parte de la ciudad cercana Saint-Victor, causando 36 muertos e hiriendo a más de 250 civiles.
Un notable acto de resistencia se produjo en la ciudad el 6 de enero de 1943, cuando una muchedumbre de ciudadanos invadió a los guardias que supervisaban una deportación masiva de hombres a Alemania de acuerdo con el plan del Servicio de Trabajo Obligatorio que envió a los franceses capacitados para llenar los vacantes en las fábricas alemanas durante la guerra. Todos los hombres que iban a ser deportados lograron escapar al campo, evadiendo el servicio industrial forzado que les esperaba en el Reich.

### Actualidad
Desde 1945, la industria tradicional (altos hornos y cristalería) ha disminuido. Actualmente Montluçon cuenta con las industrias químicas, fabricación de neumáticos (Dunlop) y electrónica (SAGEM), y más recientemente se estableció un tecnopolo en La Loue para empresas de alta tecnología.
La australiana Nancy Wake, la mujer más decorada de la Segunda Guerra Mundial, dirigió su pequeño ejército de combatientes de la resistencia en el campo alrededor de Montluçon. El 11 de marzo de 2013 las cenizas de Nancy Wake se dispersaron en una pequeña madera a fuera de Montluçon. La ceremonia fue seguida por una recepción cívica en la ciudad. Wake murió en agosto de 2011 a 98 años de edad.

## Geografía
La villa de Montluçon se estableció en la Edad Media en un emplazamiento defensivo, un saliente rocoso en una curva del río Cher.

## Demografía
| 5 521 | 5 684 | 5 212 | 4 716 | 5 740 | 5 034 | 7 331 | 8 922 | 15 289 | 16 212 | 18 675 | 21 247 | 23 416 | 26 079 | 27 818 | 27 878 | 31 595 | 35 062 | 34 251 | 33 799 | 36 114 | 37 504 | 41 052 | 42 515 | 46 826 | 48 743 | 55 184 | 57 871 | 56 468 | 49 912 | 44 248 | 41 362 | 39 761 |
| Para los censos de 1962 a 1999 la población legal corresponde a la población sin duplicidades (Fuente: INSEE [Consultar]) |       |       |       |       |       |       |       |        |        |        |        |        |        |        |        |        |        |        |        |        |        |        |        |        |        |        |        |        |        |        |        |        |

## Economía
Con el agotamiento de las minas de carbón, la ciudad ha tenido que reconvertir sus industrias tradicionales (altos hornos, vidrio) para basar su desarrollo en la industria química, los neumáticos (fábrica Dunlop) y la electrónica (Sagem). 
Montluçon es la sede de la Chambre de commerce et d'industrie de Montluçon-Gannat Portes d'Auvergne, la cual gestiona el aeropuerto de Montluçon Guéret, ubicado en Lépaud.

## Ciudades hermanadas
Chambéry mantiene un hermanamiento de ciudades con:
- Hagen, Renania del Norte-Westfalia, Alemania; desde 1965.
- Leszno, Gran Polonia, Polonia;  desde 2004.
- Antsirabe, Vakinankaratra, Madagascar; desde 2005.[7]